# Голый, Томаш
Томаш Голый (чеш. Tomáš Holý; род. 10 декабря 1991, Рихнов-над-Кнежноу) — чешский футболист, вратарь английского клуба «Карлайл Юнайтед».

## Клубная карьера

### «Спарта B» (Прага)
Голый дебютировал за вторую команды Спарты 11 июня 2011 года в второй лиге Чехии в проигранном матче с «Варнсдорфом» (1:2). Во время своего пребывания в клубе он был отдан в аренду чешским клубам «Граффин» (Влашим), «Виктория Жижков» и «Фастав». За «Фастав» сыграл 20 матчей в высшем дивизионе Чехии.

### «Джиллингем»
Голый подписал контракт на два с половиной года с клубом Лиги один Джиллинг 20 января 2017 года. Комментируя подписание контракта, главный тренер команды Адриан Пеннок сказал: «Он отлично адаптировался и отлично справляется с новым вызовом, а также это хорошая конкуренция для Стюарта Нельсона». Он дебютировал за клуб 25 марта 2017 года в домашнем проигранном матче с «Питерборо Юнайтед» (0:1). [5].